# Nglebak (Bareng)
Nglebak is een bestuurslaag in het regentschap Jombang van de provincie Oost-Java, Indonesië. Nglebak telt 1576 inwoners (volkstelling 2010).